# براين سينغر
براين جاي سينغر (بالإنجليزية: Bryan Singer)‏ (من مواليد 17 سبتمبر 1965) هو مخرج ومنتج وكاتب سينمائي وتلفزيوني أمريكي. وهو مؤسس شركة باد هات هاري بروداكشنز، وقد أنتج أو شارك في إنتاج معظم الأفلام التي أخرجها.
بعد تخرجه من جامعة جنوب كاليفورنيا، أخرج سينغر فيلمه القصير الأول، بعنوان عرين الأسد (Lion's Den – 1988). واستنادًا إلى الفيلم فقد حصل على تمويل لفيلمه التالي الإتاحة للجمهور (Public Access – 1993)، وفاز الفيلم بجائزة لجنة التحكيم الكبرى في مهرجان صاندانس السينمائي لعام 1993. وفي منتصف التسعينيات نال سينغر إشادة نقدية لإخراجه فيلم الجريمة والإثارة المشتبه بهم المعتادون (The Usual Suspects - 1995)، والذي قام ببطولته كل من غابريل بيرن، وكيفين سبيسي، وستيفن بالدوين، وبينيشيو ديل تورو. وقد أتبعه بفيلم إثارة آخر، هو التلميذ النجيب (Apt Pupil – 1998)، وهو فيلم مقتبس عن رواية قصيرة لستيفن كينغ، وتحكي قصة افتتان صبي بمجرم حرب نازي. وفي فترة الألفين بدأ يُعرف بكونه مخرج أفلام أبطال خارقين بميزانيات ضخمة مثل فيلم الرجال إكس (X-men – 2000)، والذي فاز عنه بجائزة زحل لأفضل مخرج، والجزء الثاني منه إكس 2 (x2 – 2003)، وعودة سوبرمان (Superman Returns – 2006). ثم أخرج فيلم الإثارة التاريخي عن الحرب العالمية الثانية فالكيري (Valkyrie - 2008)، وشارك بتأليف وإنتاج فيلم رجال-إكس: الدرجة الأولى (X-Men: First Class – 2011)، وأخرج فيلم مغامرة الفانتازيا جاك قاتل العمالقة (Jack the Giant Slayer - 2013)، بالإضافة إلى فيلمين آخرين من أفلام إكس مين هما رجال-إكس: أيام المستقبل الماضي (X-Men: Days of Future Past - 2014) ورجال-إكس: نهاية العالم (X-Men: Apocalypse - 2016). وأخرج سينغز أيضًا فيلم السيرة الذاتية الذي يتناول فرقة كوين واسمه الملحمة البوهيمية 2018، على الرغم من طرده قبل انتهاء الفيلم بوقت قصير.
منذ عام 1997، ادعى عدد من الأولاد والرجال أن سينغر اعتدى عليهم جنسياً وهم قصّر. وقد نفى سينغر كل هذه الادعاءات. ولكن الأكاديمية البريطانية لفنون السينما والتلفزيون أزالت اسمه من قائمة الترشيحات البافتا لأفضل فيلم بريطاني عن فيلمه الملحمة البوهيمية بسبب الادعاءات ضده.

## نشأته
ولد سينغر في مدينة نيويورك وتبنته غريس سيندين، ناشطة بيئية، ونوربرت ديف سينغر، مدير تنفيذي لشركة. وقد نشأ في منزل يهودي في بلدة ويست ويندسور، ولاية نيو جيرسي. في بداية مراهقته، بدأ بإنتاج أفلام 8 مم بالإضافة إلى تجربة التصوير الفوتوغرافي. والتحق بمدرسة ويست ويندسور بلينسبورو الثانوية، وتخرج منها عام 1984. درس صناعة الأفلام لمدة عامين في مدرسة الفنون المرئية في نيويورك، ثم انتقل بعد ذلك إلى مدرسة الفنون السينمائية التابعة لجامعة جنوب كاليفورنيا في لوس أنجلوس حيث التحق ببرنامج الدراسات النقدية.

## المشوار المهني

### ثمانينيات وتسعينيات القرن العشرين
أخرج سينغر فيلمًا قصيرًا في عام 1988 باسم عرين الأسد ضم عددًا من أصدقائه، بينهم الممثل إيثان هوك، الذي عرفه منذ طفولته في نيوجيرسي، والمحرر جون أوتمان، الذي التقى به أثناء عمله في فيلم قصير لأحد الأصدقاء. وبعد عرض فيلم عرين الأسد، اتصل بسينغر شخص من شركة توكوما اليابانية للإنتاج، وهي شركة تهتم بتمويل سلاسل الأفلام القصيرة منخفضة الميزانية. وروج سينغر لمفهوم تحول في النهاية إلى فيلم الإتاحة للجمهور (1993). عمل أوتمان مجددًا كمحرر، لكن هذه المرة شارك في تأليف موسيقى الفيلم. وفي مهرجان صاندانس للأفلام سمي الفيلم رابحًا مشاركًا بجائزة لجنة التحكيم الكبرى إلى جانب فيلم روبي في الجنة.
في عام 1994، أسس شركة الإنتاج باد هات هاري بروداكشنز، تقديرًاً لستيفن سبيلبرغ والجملة الشهيرة من فيلمه الفك المفترس. بعدها أخرج سينغر فيلم المشتبه بهم المعتادون، الذي عُرض خارج المنافسة ضمن مهرجان كان السينمائي عام 1995. ولاقى نجاحًا كبيرًا، إذ فاز كريستوفر ماك كويري بجائزة الأوسكار لأفضل كتابة (سيناريو أصلي)، وفاز الممثل كيفن سبيسي بجائزة الأوسكار لأفضل ممثل مساعد.[بحاجة لمصدر]
في عام 1998، حصل سينغر على حقوق إعداد رواية ستيفن كينغ الطالب النجيب، وهي قصة إثارة عن صبي أميركي يكتشف أن مجرم حرب نازيًا يعيش في حيه. وقام ببطولة فيلم سينغر السير إيان ماكيلين وبراد رينفرو وديفيد شويمر.

## أبرز أعماله
- المشتبه بهم المعتادين
- رجال-إكس
- رجال-إكس 2
- عودة سوبرمان
- فالكيري
- رجال-إكس: الدرجة الأولى (منتج)
- جاك قاتل العمالقة
- رجال-إكس: أيام المستقبل الماضي

## روابط خارجية
- براين سينغر على موقع IMDb (الإنجليزية)
- براين سينغر على موقع مونزينجر (الألمانية)
- براين سينغر على موقع ألو سيني (الفرنسية)
- براين سينغر على موقع أول موفي (الإنجليزية)
- براين سينغر على موقع بوكس أوفيس موجو (الإنجليزية)
- براين سينغر على موقع قاعدة بيانات الأفلام السويدية (السويدية)
- براين سينغر على موقع إن إن دي بي (الإنجليزية)
- براين سينغر على موقع قاعدة بيانات الفيلم (الإنجليزية)
- براين سينغر على موقع كينوبويسك (الروسية)